# 22 Близнецов
22 Близнецов (лат. 22 Geminorum, HD 46516) — одиночная звезда в созвездии Близнецов на расстоянии приблизительно 774 световых лет (около 238 парсеков) от Солнца. Видимая звёздная величина звезды — +7,09m.

## Характеристики
22 Близнецов — белая звезда спектрального класса A0. Радиус — около 2,51 солнечных, светимость — около 61,39 солнечных. Эффективная температура — около 10051 К.